# Rio Anaconda
Rio Anaconda: gringo i ostatni szaman plemienia Carapana – książka przygodowa i podróżnicza Wojciecha Cejrowskiego, opowiadająca o wyprawach autora do ostatnich dzikich plemion Amazonii. Książka zawiera również fotografie z wypraw w różne rejony świata. Wydana przez wydawnictwo Bernardinum oraz Poznaj Świat w 2006 roku. W pierwszym miesiącu sprzedaży sprzedano ponad 15 000 egzemplarzy. Dotychczas sprzedano ponad 250 000 książek.

## Nagrody
- 2. miejsce na krakowskiej liście bestsellerów 11 czerwca 2006
- 1. miejsce, ranking Literatura Faktu "Notesu Wydawniczego" październik 2006
- Nominowana do Nagrody Empiku Bestseller 2008